# Sydney
Sydney is de oudste stad in Australië en de hoofdstad van de deelstaat New South Wales. Sydney is met 5.143.256 inwoners de tweede stad van Australië. Sinds 2021 heeft Melbourne meer inwoners.
Sydney ligt aan de Tasmanzee, in het zuidoosten van Australië. De stad heeft zich ontwikkeld vanuit de natuurlijke haven Port Jackson, waar zich vandaag de dag het Sydney Opera House en de Sydney Harbour Bridge – twee iconen van de stad – bevinden. Tegenwoordig strekt de stad zich verder uit en grenst ze enerzijds aan berg- en heuvelachtig landschap in het binnenland en anderzijds aan de kustlijn van de Grote Oceaan.
Sinds de stichting in 1788 is Sydney uitgegroeid tot een zowel nationaal als internationaal belangrijke stad op economisch en cultureel gebied. De stad organiseerde de Olympische Zomerspelen 2000 en was in 2008 gastheer van de Wereldjongerendagen. Sydney Airport is de drukste luchthaven van het land.

## Geschiedenis

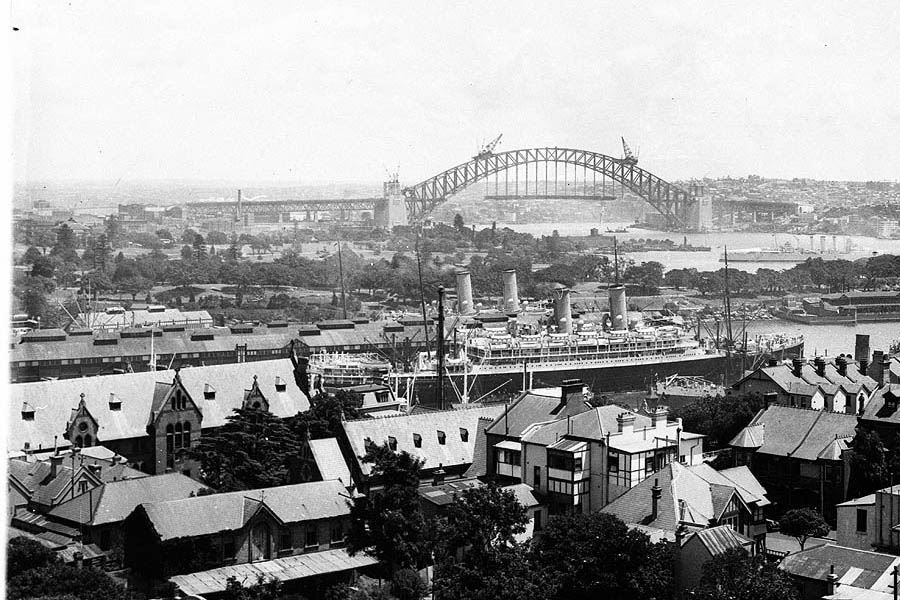
Sydney in 1932

Het gebied rondom de haven van Sydney werd al langer dan 40.000 jaar bewoond door Aboriginalstammen. Hoewel verstedelijking de meeste sporen van deze bewoning heeft uitgewist, zijn er op verschillende locaties nog steeds rotstekeningen te vinden. De Europese belangstelling groeide toen kapitein James Cook in 1770 Botany Bay (nu een wijk in het zuiden van Sydney) ontdekte. Op instructie van de Britse overheid werd er in 1788 een strafkamp door Arthur Phillip gesticht. Hij kwam in eerste instantie aan land in Botany Bay, maar vond dit geen goede plaats. Na een korte zeiltocht noordelijk ging hij uiteindelijk aan wal in Sydney Cove in Port Jackson (de echte naam voor de haven van Sydney).
Arthur Phillip noemde de kolonie "New Albion", maar om een onduidelijke reden kreeg het uiteindelijk de naam "Sydney", genoemd naar de toenmalige Britse minister van Binnenlandse Zaken Thomas Townshend, Lord Sydney (Viscount Sydney vanaf 1789). Wellicht is het gekomen doordat Lord Sydney Phillip toestemming had gegeven om een kolonie te starten. Gevangenen werden al snel te werk gesteld om een nederzetting te bouwen, en in 1822 had de stad banken, markten, straten en een georganiseerd politiekorps. In 1847 maakten de gevangenen nog maar 3,2% van de bevolking uit. Iedere week kwamen er schepen uit Europa met Ieren, Engelsen en andere Europese migranten die een nieuw leven zochten in een nieuw land. De eerste van verschillende goudkoortsen was in 1851, en sindsdien heeft de haven van Sydney veel mensen vanuit de hele wereld het land binnen zien komen.
Met de industrialisering groeide Sydney snel, en aan het begin van de 20e eeuw had het al meer dan 1 miljoen inwoners. In de 20e eeuw bleef Sydney groeien, en de stad heeft tegenwoordig een kosmopolitische uitstraling door de grote hoeveelheid verschillende culturen die de stad binnenstroomden.
In december 2005 braken in Sydney rassenrellen uit na een betoging.

## Geografie

### Topografie

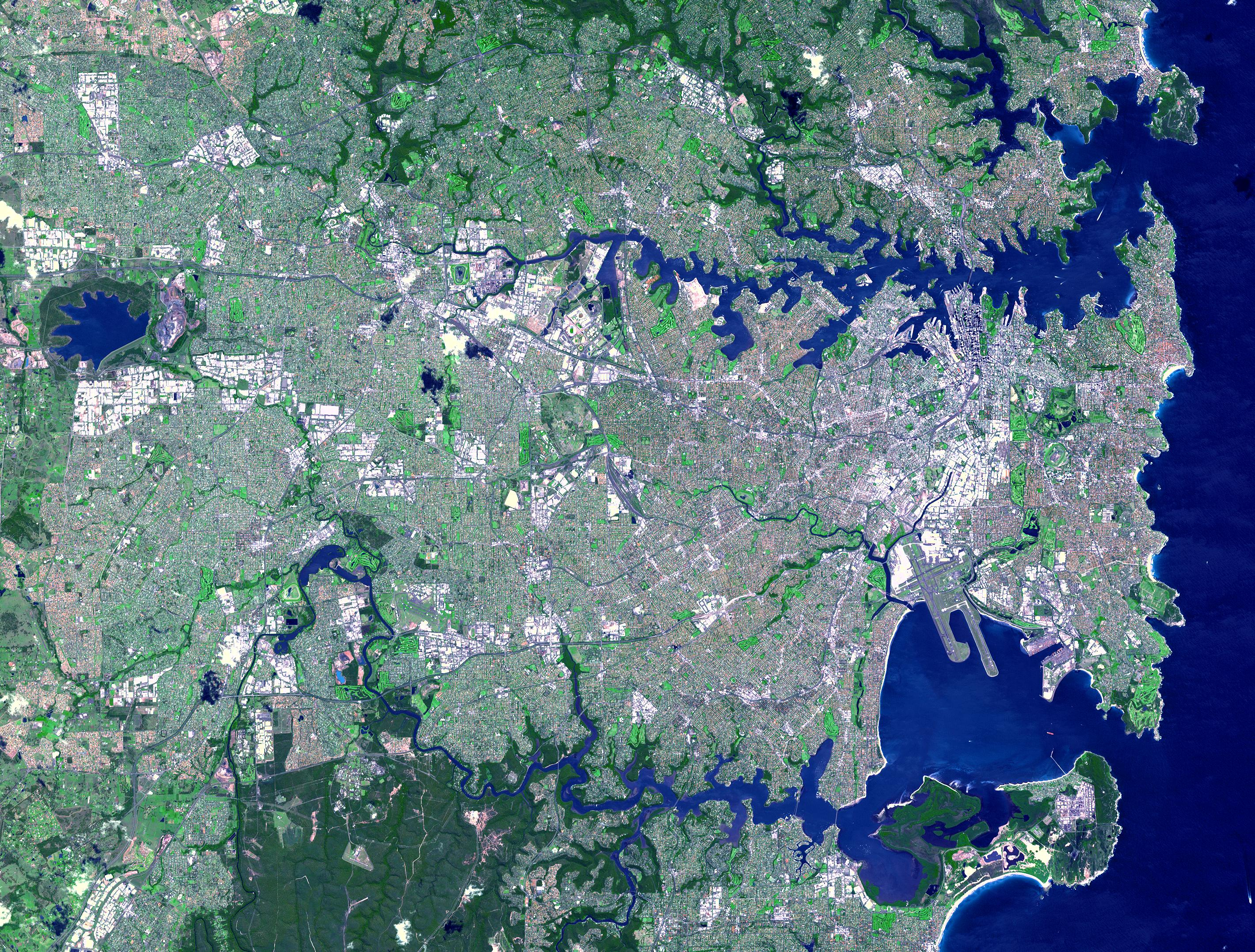
Satellietfoto van Sydney

Sydney ligt tussen de Grote Oceaan in het oosten en de Blue Mountains in het westen. Het heeft de grootste natuurlijke haven in de wereld, en heeft meer dan 70 stranden, waaronder het beroemde Bondi Beach. Sydney heeft 's werelds grootste suburbane gebied, twee keer zo groot als Peking, en zes keer zo groot als Rome of Groot-Londen.
Alhoewel Sydney geen last heeft van cyclonen, en het risico op aardbevingen erg laag is, wordt de stad af en toe geteisterd door bosbranden, onder andere in 1994 en 2002.

### Natuur
Een aantal nationale parken liggen binnen de grenzen van de stad. Een van deze parken is het Nationaal park Royal. Dit 132 km² grote natuurgebied werd als tweede nationale park ter wereld uitgeroepen, na Yellowstone in de Verenigde Staten. Het park, dat ongeveer tweeëndertig kilometer zuidelijk van de stad ligt, biedt een verscheidenheid aan natuur – van heide en kliffen langst de kust tot dichtbegroeid regenwoud – en telt een groot aantal diersoorten, waaronder enkele dodelijke slangen en verschillende papegaaien-soorten.
Een ander park is het Nationaal park Ku-ring-gai Chase, ten noorden van de stad. In dit 152 km² uitgestrekte park komt de rivier de Hawkesbury samen met de oceaan. Naast de steile afdalingen naar vele kleine strandjes, is het park een bosrijk gebied afgewisseld met heide. Het meest indrukwekkende uitkijkpunt West Head heeft een uitzicht op de noordelijkste suburb van Sydney Palm Beach. Een andere trekpleister van het park is de Aboriginal Art, die bestaat uit in rots gegrafeerde tekeningen, op verschillende plekken.

### Klimaat
De Olympische stad in het zuidoosten van Australië kent een vochtig subtropisch klimaat met in september, de eerste maand van de lente aangename temperaturen en veel zon. In oktober is het al een stuk warmer en minder aangenaam. Dagelijks mag gemiddeld op 7 uur septemberzon worden gerekend waarbij het in de middag een graad of 20 is en 's nachts minimaal 12 graden. Koud wordt het er dus niet, maar soms kan het rond deze tijd al wel meer dan 30 graden worden. De lucht is echter niet zo vochtig zodat het met de warmte meestal wel meevalt.
| Maand                                   | jan   | feb   | mrt   | apr   | mei   | jun   | jul  | aug  | sep  | okt  | nov  | dec  | Jaar    |
| --------------------------------------- | ----- | ----- | ----- | ----- | ----- | ----- | ---- | ---- | ---- | ---- | ---- | ---- | ------- |
| Hoogste maximum (°C)                    | 45,8  | 42,1  | 39,8  | 33,9  | 30,0  | 26,9  | 25,9 | 31,3 | 34,6 | 38,2 | 41,8 | 42,2 | 45,8    |
| Gemiddeld maximum (°C)                  | 25,9  | 25,8  | 24,8  | 22,4  | 19,5  | 17,0  | 16,3 | 17,8 | 20,0 | 22,1 | 23,6 | 25,2 | 21,7    |
| Gemiddeld minimum (°C)                  | 18,7  | 18,8  | 17,6  | 14,7  | 11,6  | 9,3   | 8,1  | 9,0  | 11,1 | 13,6 | 15,6 | 17,5 | 13,8    |
| Laagste minimum (°C)                    | 10,6  | 9,6   | 9,3   | 7,0   | 4,4   | 2,1   | 2,2  | 2,7  | 4,9  | 5,7  | 7,7  | 9,1  | 2,1     |
|                                         |       |       |       |       |       |       |      |      |      |      |      |      |         |
| Neerslag (mm)                           | 101,1 | 118,0 | 129,7 | 127,1 | 119,9 | 132,0 | 97,4 | 79,8 | 68,4 | 76,9 | 84,3 | 77,3 | 1.211,9 |
| Regendagen (dag)                        | 12,2  | 12,5  | 13,6  | 12,8  | 13    | 12,5  | 11,1 | 10,4 | 10,5 | 11,6 | 11,7 | 11,5 | 143,4   |
| Relatieve luchtvochtigheid (%)          | 62    | 64    | 62    | 59    | 57    | 57    | 51   | 49   | 51   | 56   | 58   | 59   | 57      |
| Bron: Bureau of Meteorology (Australië) |       |       |       |       |       |       |      |      |      |      |      |      |         |

## Demografie

### Bevolking
1800: 2540 inwoners

1820: 12.000

1851: 39.000

1871: 206.800

1901: 487.900

1925: 1.039.000

2003: 4 miljoen

2006: 4,3 miljoen

2014: 5 miljoen

2017: 5,5 miljoen
In 2022 was de mediane leeftijd van de bevolking van Sydney 37.1 jaar, hetgeen lager is dan het landelijke gemiddelde van 38.5.

## Bezienswaardigheden

Sydney Harbour Bridge en het Sydney Opera House

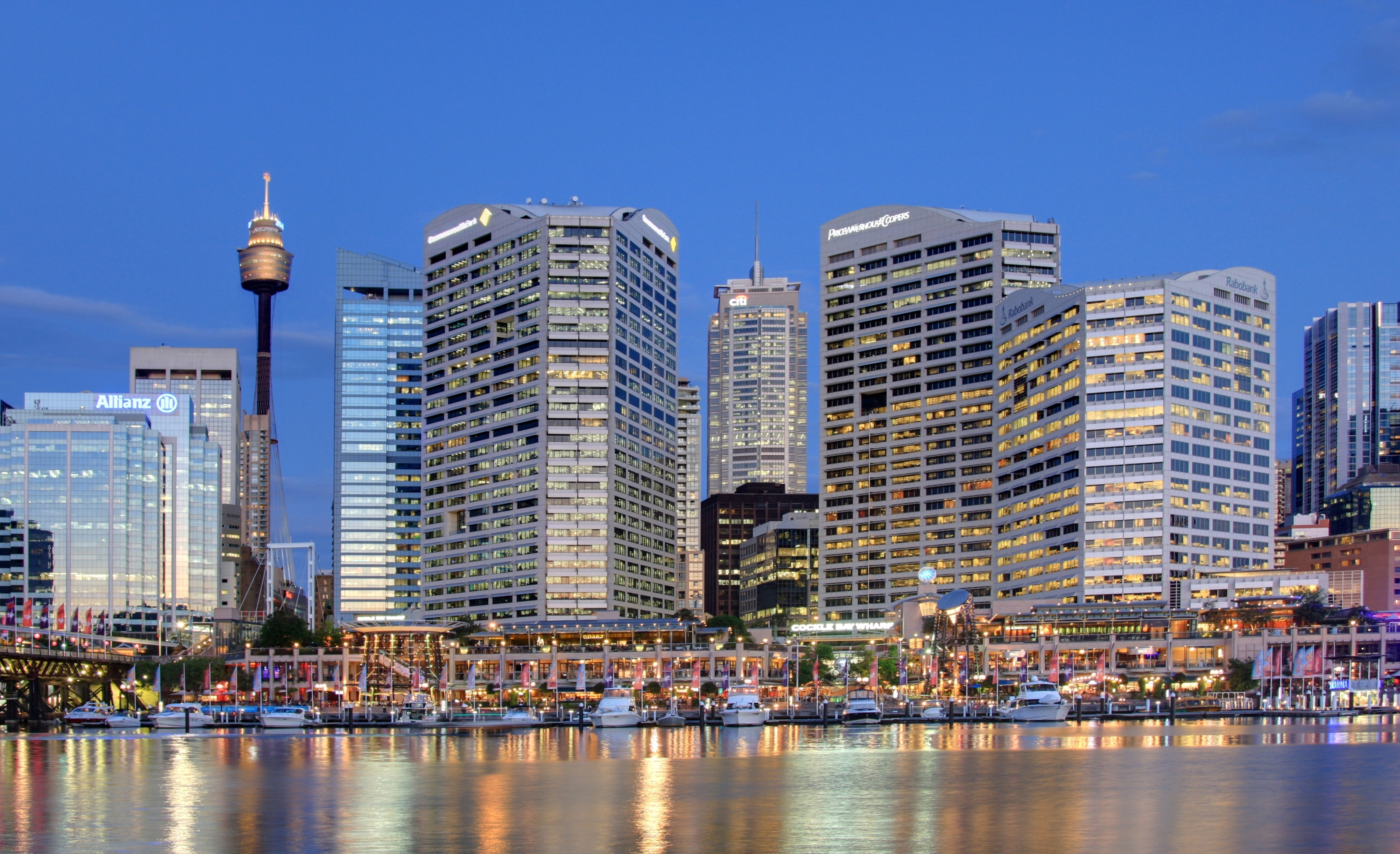
Darling Harbour

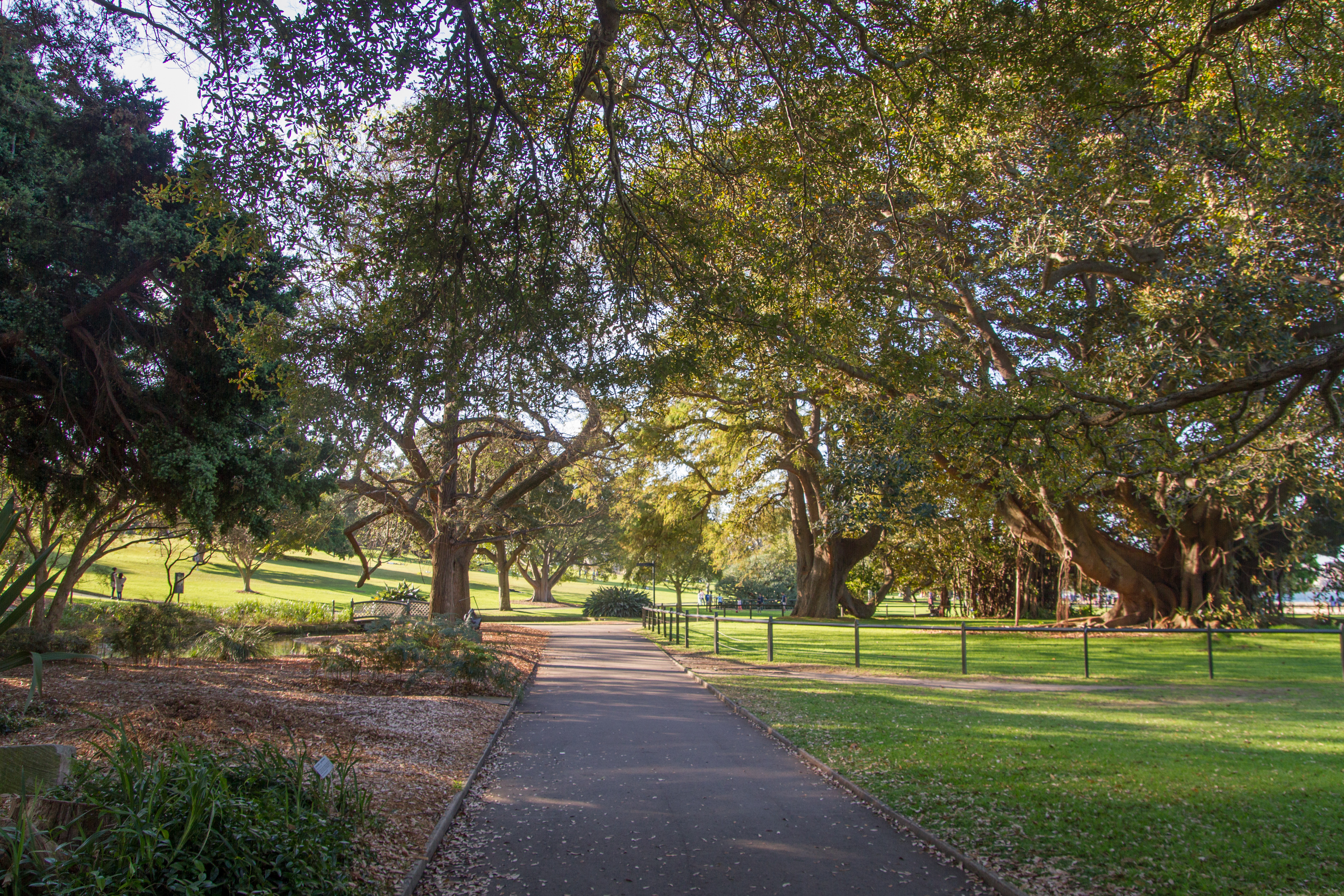
Royal Botanic Gardens

### Toeristische trekpleisters
Daarnaast zijn er veel verschillende toeristische attracties te vinden in Sydney, zoals:
- Sydney Opera House
- Sydney Harbour Bridge
- Bondi Beach
- Sea Life Sydney Aquarium, Darling Harbour, Olympic Park
- Chinatown
- Sydney Tower (ook wel Centrepoint Tower of AMP Tower), Central Business District
- Taronga Zoo, Mosman
- Darling Harbour
- Sydney Fish Markets
- Oceanworld, Manly
- Sea Life Aquarium

### Musea
- Art Gallery of New South Wales
- Australian Centre for Photography
- Museum of Contemporary Art
- Powerhouse Museum of Science and Design
- Sydney Observatory
- Museum of Sydney
- Australian Museum

### Parken
- Royal Botanic Gardens
- Hyde Park

Veel van deze toeristische trekpleisters zijn te bereiken per Sydney Ferry of te boeken via een georganiseerde cruise.

### Uitgaan
Er is in Sydney een uitgebreid nachtleven. Beroemde uitgaanscentra zijn de wijken Kings Cross en Darling Harbour.

## Verkeer en vervoer

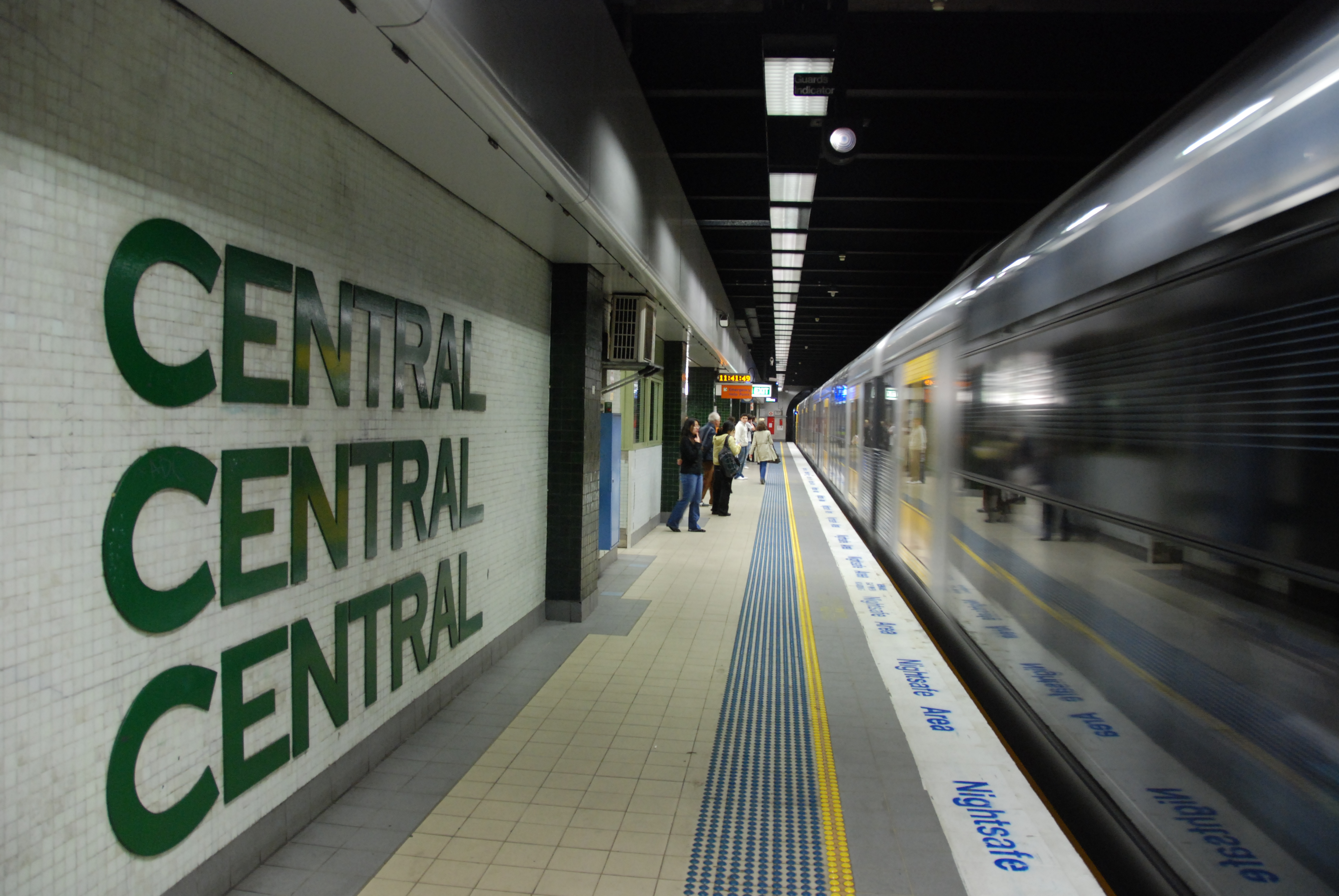
Central Station

### Luchthaven
De meeste buitenlandse toeristen arriveren op de internationale luchthaven "Kingsford Smith International Airport". Dit vliegveld werd geopend in 1920 en is daarmee een van de oudste luchthavens in de wereld. Per jaar vliegen er ongeveer 28 miljoen passagiers van en naar de wereldstad.

### Trein
In de omgeving van Sydney rijden de treinen van het vervoersbedrijf CityRail. Dubbeldeks rijden ze in de richtingen van de baaien, de steden Wollongong en Newcastle en het vliegveld. Ook rijden er lange afstandstreinen naar onder meer Canberra, Melbourne,
Brisbane en de Indian Pacific naar Adelaide en Perth.

### Light rail
Tot 1961 bestond er in Sydney een uitgebreid tramnet. Sinds 1997 rijdt er weer een tramlijn tussen het centraal station en Lilyfield. In het centrum rijdt de tram door de straten en daarbuiten over een voormalige spoorlijn. De verlenging naar Dulwich Hill werd op 27 maart 2014 geopend. Hiervoor werden vier van het type CAF Urbos 2 geleased. Drie komen van het stilgelegde trambedrijf te Vélez-Málaga en een van trambedrijf te Sevilla. Deze trams werden in het najaar van 2014 vervangen door zes nieuwe trams van het type CAF Urbos 3 gebouwd door CAF.

### Monorail
In het centrum reed van 1988 tot 2013 een monorail boven de straten. Het bestond uit een ringlijn van 3,6 kilometer met 8 stations die tegen de klok in bereden werd. Per 1 juli 2013 werd de monorail opgeheven, waarna het systeem afgebroken werd.

### Metro
Sinds mei 2019 kent Sydney een metrosysteem van ruim 36 km en heeft 13 stations. De metro bevindt zich alleen in het noordelijk deel van de stad maar door toekomstige uitbreidingen zal het ook vanaf 2024 het centrum en  het zuidoosten van Sydney bereiken. Een nieuwe metro lijn wordt ook in 2030 geopened van het centrum tot Parramatta. Hiermee is Sydney de eerste Oceanische en Australische stad met een metrosysteem.

### Veerboten
Naast een aantal veerboten in Sydney zelf en de omgeving vertrok vanuit de haven van 2004-2006 ook de Spirit of Tasmania, de veerboot naar Devonport op Tasmanië.

## Sport

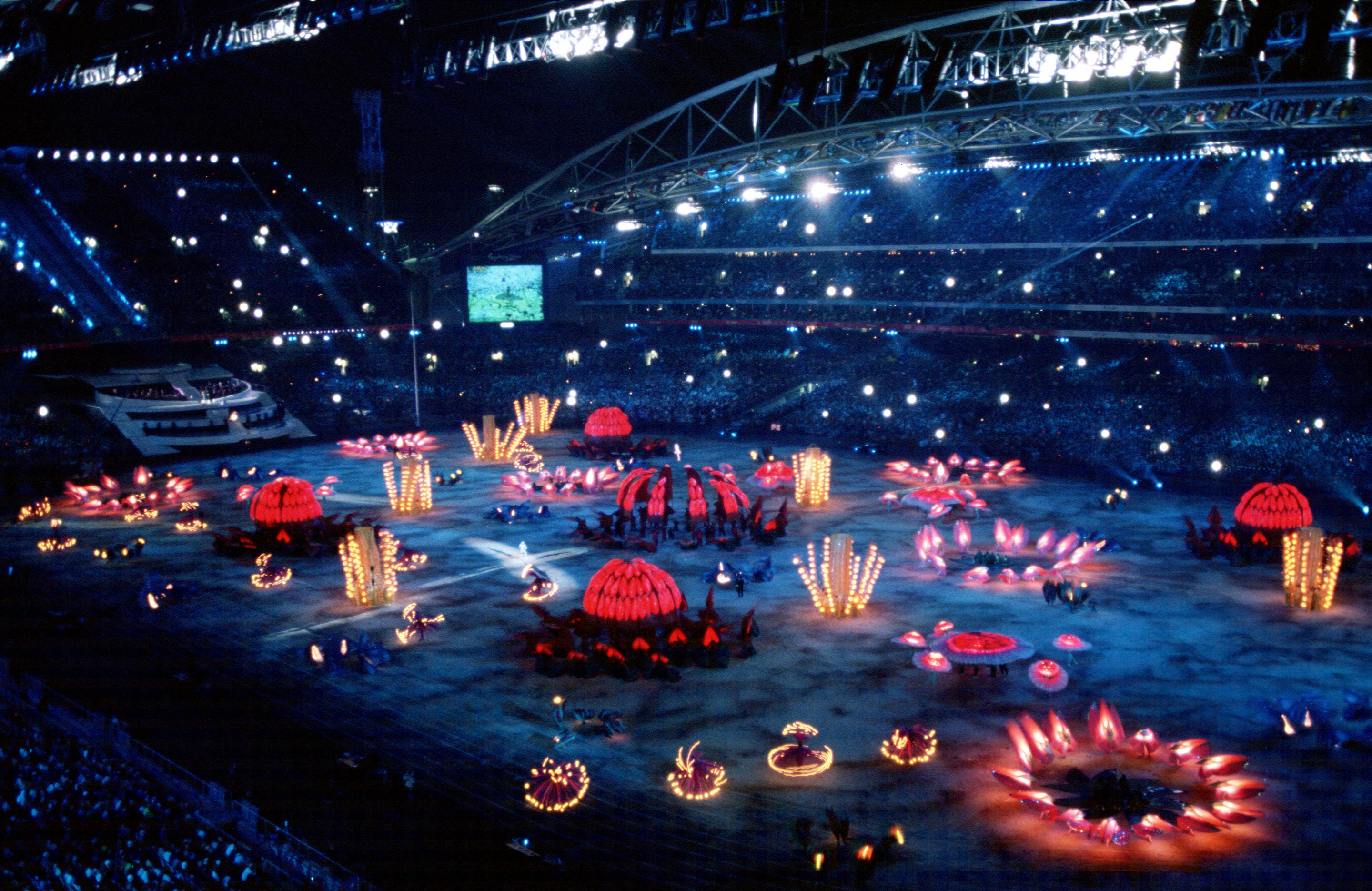
De openingsceremonie van de Olympische Spelen in 2000

In 2000 vonden de Olympische Spelen plaats in Sydney. Hiervoor werd een voormalig industrieterrein in Homebush Bay getransformeerd tot Olympisch complex, waarvan het Olympisch Stadion met een capaciteit van 117.000 toeschouwers het hoogtepunt was. Bij de sluitingsceremonie liet de toenmalige voorzitter van het IOC, Juan Antonio Samaranch, weten dat de Spelen van Sydney golden als "The best Games ever".
Ook na de Olympische Spelen blijven de accommodaties en stadions in gebruik. Zo spelen de nationale Australische teams in het rugby union, rugby league en voetbal geregeld thuiswedstrijden in het (inmiddels verkleinde) Olympisch Stadion. Tevens maken enkele clubteams uit het rugby league (Bulldogs, West Tigers, South Sydney) geregeld gebruik van het stadion. Daarnaast wordt de Olympische basketbalhal gebruikt door de West Sydney Razorbacks, die uitkomen in de NBL (National Basketball League)
Sydney was in 1998 gastheer van de eerste editie van de Australia World Cup, een eendaagse wielerwedstrijd voor vrouwen die meetelde in de strijd om de UCI Road Women World Cup. Sydney Olympic Park heeft faciliteiten voor atletiek, watersport, tennis, hockey, boogschieten, honkbal, fietsen, paardensport en roeien. Het omvat ook het grote Stadium Australia, dat wordt gebruikt voor rugby, voetbal en Australisch voetbal. Sydney Football Stadium, voor het eerst geopend in 1988, biedt onderdak aan rugby- en voetbalwedstrijden.

## Economie
Sydney is het ook het financiële en handelscentrum van Australië. Het is daarnaast een toeristische trekpleister met voornamelijk dure accommodaties. Sydney wordt regelmatig gekozen tot een van de mooiste en meest leefbare steden in de wereld. Daarnaast is het ook een van de duurste steden voor zowel inwoners als vakantiegangers.

## Bestuur

### Bestuurlijke indeling
De 38 Local Government Area's in Sydney zijn:
- Ashfield
- Auburn
- Bankstown
- Blacktown
- Botany Bay
- Burwood
- Camden
- Campbelltown
- Canada Bay
- Canterbury
- Fairfield
- The Hills
- Holroyd
- Hornsby
- Hunter's Hill
- Hurstville
- Kogarah
- Ku-ring-gai
- Lane Cove
- Leichhardt
- Liverpool
- Manly
- Marrickville
- Mosman
- North Sydney
- Parramatta
- Penrith
- Pittwater
- Randwick
- Rockdale
- Ryde
- Strathfield
- Sutherland
- Sydney
- Warringah
- Waverley
- Willoughby
- Woollahra

### Stedenbanden
- Florence (Italië), sinds 1986
- Guangzhou (China), sinds 1986
- Nagoya (Japan), sinds 1980
- Parijs (Frankrijk), sinds 1998
- Portsmouth (Verenigd Koninkrijk), sinds 1984
- San Francisco (Verenigde Staten), sinds 1968
- Seoel (Zuid-Korea), sinds 1991
- Wellington (Nieuw-Zeeland), sinds 1982

## Onderwijs
In Sydney bevinden zich de volgende universiteiten:
- Sydney University
- Universiteit van New South Wales
- Macquarie University
- Universiteit van Zuid-Sydney